# Comité Paralímpico Nacional de la República Popular Democrática de Corea
El Comité Paralímpico Nacional de la República Popular Democrática de Corea es el comité paralímpico nacional que representa a Corea del Norte. Esta organización es la responsable de las actividades deportivas paralímpicas en el país. Es miembro del Comité Paralímpico Internacional y del Comité Paralímpico Asiático.